# 도봉중학교
도봉중학교(道峰中學校)는 대한민국 서울특별시 도봉구 도봉동에 있는 공립 중학교이다.
- 1971년 9월 1일 : 문교부 장관 학교설립 인가
- 1971년 12월 29일 : 창동중학교 교명 확정인가
- 1972년 3월 3일 : 개교 및 입학식 거행
- 1974년 12월 27일 : 교명변경인가 승인(창동중학교→도봉중학교)
- 1975년 2월 24일 : 제1회 졸업생 배출(816명)
- 2018년 2월 1일 : 제44회 졸업식(8학급 191명) 졸업생 누계 29,186명
- 2018년 3월 2일 : 입학식(6학급 남 70명, 여 66명 계 136명 입학)
- 2019년 9월 1일 : 제17대 강운석 교장 취임

## 참고 자료
- 도봉중학교 - 한국교육학술정보원 학교알리미